# 过错
过错（英語：Fault）是普通法的一個概念，指行为人在主观心理上或客观行为上的可归责性。对什么是过错的问题，有主观标准和客观标准等学说，其中主观标准说认为过错是行为人故意或过失的心理状态；客观标准说认为过错是行为人违反了某种客观行为准则，如注意义务、理性人、经济分析等。
在侵权法上，过错责任原则（自己責任原則）是指在损害发生时，只有被告存在过错才需要承担损害赔偿责任。过错责任原则與所有權絕對原則以及契約自由原則，同為近代民法典的基本原则。近代民法典为了保障个人自由活动的权利，原则上采用过错责任，这也是法国民法典等大多数民法典的核心原则之一。但是，随着现代科学和技术的发达，环境污染、公害、交通事故和原子能灾害等危险的产生，过错责任不能给受害者提供足够的救济，因此在这些领域内，采用无过错责任的立法倾向和司法操作正在逐渐增加。

## 外部連接
- Nurse, the screens! （页面存档备份，存于）